# Fiat G.12
Die Fiat G.12 war ein dreimotoriges italienisches Transport- und Passagierflugzeug. Es konnten 14 Passagiere in Einzelsitzen oder 24 Fallschirmjäger auf Bänken befördert werden. Insgesamt wurden 104 Flugzeuge in den Jahren 1940 bis 1949 gebaut.

## Geschichte
Das Flugzeug wurde seit Anfang 1939 anhand der Erfahrungen mit der Fiat G.18 entwickelt und stellte einen erheblichen Entwicklungssprung mit höherer Geschwindigkeit, Reichweite und Gipfelhöhe dar. Der Erstflug des Prototyps (I-ALIA) fand am 14. Oktober 1940 statt. Als erste Serie wurden 21 Passagierflugzeuge für die Aviolinee und die Ala Littoria aufgelegt. Da Italien inzwischen in den Krieg eingetreten war, wurden die ersten Flugzeuge jedoch ab Juni 1941 an die Regia Aeronautica geliefert.

## Nutzung

### Militärische Verwendung
Als erste Staffel wurde die 601° Squadriglia der Servizi Aerei Speciali (SAS) mit der G.12 ausgerüstet, der die 606° Squadriglia folgte. Bei der Versorgung des Brückenkopfes in Tunesien gingen eine größere Zahl G.12 verloren.
Nachdem die erste Serie ausgeliefert worden war, erteilte das italienische Luftfahrtministerium einen Auftrag über weitere 100 Flugzeuge der Transportversion. Bis zum italienischen Waffenstillstand am 8. September 1943 wurden insgesamt 52 Flugzeuge geliefert.
Am 1. August 1943 waren noch 28 Flugzeuge vorhanden: 5 bei der Aviolinee, 18 bei der 601° und 606° Squadriglia und 5 in der Überholung bei Fiat in Turin. Zwei dieser Flugzeuge (W.-Nr. 40 und 47) flogen bis Kriegsende bei der Aeronautica Cobelligerante Italiana auf alliierter Seite. Drei Flugzeuge der Aviolinee (W.-Nr. 7, 9, 13) wurden von der Deutschen Lufthansa (DLH) im Januar 1944 beschlagnahmt und im Februar bzw. April 1944 an die Luftwaffe (Transportstaffel 4) ausgeliefert. Anscheinend wurde eine erhebliche Zahl der Flugzeuge nach dem Waffenstillstand zerstört, da die Luftwaffe am 29. Februar 1944 nur 15 Flugzeuge (davon eins von der DLH) im Bestand hatte. Mindestens vier Flugzeuge waren bis zu diesem Zeitpunkt aus der Neufertigung geliefert worden.
Auf Anweisung der deutschen Truppen lief die Fertigung der G.12 in Turin weiter, bis sie im August 1944 gestoppt wurde. Innerhalb dieses Zeitraums wurden die W.-Nr. 53 bis 70 gebaut. Die Luftwaffe übernahm jedoch nur 12 Flugzeuge bis zum 30. Juni 1944 und ein weiteres im Juli/August, so dass anzunehmen ist, dass fünf Flugzeuge durch Bombardierungen zerstört wurden.
Der Weiterbau erfolgte, da die Luftwaffe mit der G.12 die Lufttransportstaffel 4, die vorher die Savoia-Marchetti SM.82 flog, ausstattete. Im Dezember 1943 wurden die ersten acht Flugzeuge geliefert. Der Höchstbestand belief sich auf 22 Flugzeuge am 30. April 1944. Die Staffel wurde jedoch nur wenig eingesetzt und erlitt insgesamt fünf Verluste, davon nur zwei durch Feindeinwirkung. Im September 1944 wurden die letzten 18 Flugzeuge an die ungarischen Luftstreitkräfte verkauft. Die letzten ungarischen G.12 wurden dann am 22. März 1945 selbstzerstört.
Die italienische Nachkriegsluftwaffe setzte die G.12 bis in die 1950er Jahre ein und übernahm 1948/49 u. a. die letzten vier gebauten Flugzeuge (W.-Nr. 101–104).

### Zivile Verwendung
Die Aviolinee erhielt im November 1941 die W.-Nr. 7 I-ALIC, im März 1942 die W.-Nr. 9 I-ALID und im April 1942 die W.-Nr. 13 I-ALIG, und setzte sie auf ihren zivilen Strecken nach Osteuropa ein. Im Juni und Juli 1943 erhielt die Gesellschaft zwei neue Flugzeuge: W.-Nr. 44 I-ALIR und W.-Nr. 46 I-ALIS.
Die Fluggesellschaft LATI zeigte sich 1941 ebenfalls interessiert an dem Flugzeug, um damit auf der Südatlantikstrecke die bisher eingesetzten Savoia-Marchetti SM.82 und SM.83 ersetzen zu können. Die G.12 bot den Vorteil, dass sie in einer Höhe von 6.500 bis 7.000 m fliegen und damit einen großen Teil des Wetters unter sich lassen konnte. Außerdem war sie im Gegensatz zu den beiden anderen ein Ganzmetallflugzeug mit Autopilot und leistungsfähigen Enteisungsvorrichtungen.
Nachdem die LATI am 19. Dezember 1941 ihren Südamerikaverkehr hatte einstellen müssen, erhielt sie im Mai 1942 die W.-Nr. 14 I-FOLG und im Juli 1942 zwei weitere Flugzeuge dieses Typs: W.-Nr. 17 I-FAUN und W.-Nr. 18 I-FELI. Die Flugzeuge wurden vorwiegend auf der Strecke Rom–Sevilla–Lissabon eingesetzt, bis sie im November 1942 zur Versorgung der italienischen Truppen in Tunesien abkommandiert wurden. Dabei musste die I-FELI bei einem Flug von Tobruk nach Athen vor Kreta aus Benzinmangel notwassern, wobei das Flugzeug verlorenging. Die beiden übrigen Flugzeuge mussten am 2. Februar 1943 an die 48° Stormo Trasporti der SAS abgetreten werden.
1942 wurde die Entwicklung einer G.12 mit sehr großer Reichweite gestartet. Sie war als Alternative zur Savoia-Marchetti SM.75 für den Flug Rom–Tokio vorgesehen, kam jedoch nicht zum Einsatz, da die SM.75 vorgezogen wurde. Zwei Versionen wurden gebaut: G.12 RT mit 8.000 km Reichweite und die G.12 RT bis mit 9.000 km Reichweite.
1942 interessierte sich die ungarische MALERT für die G.12 in der Zivilausführung, nachdem sie ihre Junkers Ju 52/3m an die ungarische Luftwaffe hatte abgeben müssen. Sie bestellte insgesamt 14 G.12. Am 15. September 1942 wurde das erste Flugzeug geliefert, dem bis zum italienischen Waffenstillstand noch fünf weitere folgten (W.-Nr. 25, 35, 36, 43, 48, 51). Allerdings ist anzunehmen, dass diese Flugzeuge ebenfalls nicht bei der MALERT, sondern bei der ungarischen Luftwaffe flogen, da sich keine Zivilzulassungen für diese Flugzeuge finden lassen.
1947 hatte die Aviolinee folgende Flugzeuge im Bestand: W.-Nr. 40 I-VIDA, W.-Nr. 72 I-VIDI, W.-Nr. 71 I-VIDO.
Im selben Jahr flog die Alitalia die W.-Nr. 81 I-DALI, W.-Nr. 83 I-DALF, W.-Nr. 84 I-DALG und W.-Nr. 86 I-DALH, die alle mit 18 Passagierplätzen ausgestattet waren. Von Ende 1947 bis 1948 erhielt die Alitalia weitere fünf Flugzeuge: W.-Nr. 95–99, I-DALA bis I-DALE. 1950 wurden die Flugzeuge aus dem Verkehr gezogen.

## Versionen
- TR/CR: W.-Nr. 1–21, erste Serie Zivilflugzeuge bzw. Transporter, Reichweite 1.740 km
- G.A. „Gondar“: W.-Nr. 8, Reichweite 4.500 km, Startmasse 17.600 kg
- G.A.: W.-Nr. 15, 19, 20, Reichweite 6.000 km
- G.A. bis: ab W.-Nr. 45, 8.130 Liter Treibstoff
- LGA: für LATI für den Atlantikverkehr, Motoren Alfa Romeo 126 RC.34, Startmasse 20.000 kg, Nutzlast 9 Passagiere und Fracht, Reichweite bis zu 7.400 km
- RT: W.-Nr. 23, für den Flug nach Tokio entwickelt, Motoren Alfa Romeo 128 RC.18, Reichweite 8.000 km, Startmasse 21.050 kg
- RT bis: W.-Nr. 29, Motoren Alfa Romeo 128 RC.18, Reichweite 9.000 km, Startmasse 22.250 kg
- T: ab W.-Nr. 22, Transporter mit 22 Plätzen auf Bänken, Startmasse 14.000 kg
- CA/TA: Nachkriegsversionen (ab W.-Nr. 74) Passagierflugzeug bzw. Transporter, Motoren Alfa Romeo 126 RC.34
- LB: W.-Nr. 95–99, längerer Rumpf, Bristol-Motoren

## Technische Daten (Fiat G.12 erste Serie)
| Kenngröße             | Daten                                        |
| --------------------- | -------------------------------------------- |
| Besatzung             | 4 (Kapitän, Copilot, Funker, Bordmechaniker) |
| Passagiere            | 14                                           |
| Länge                 | 20,16 m                                      |
| Spannweite            | 28,60 m                                      |
| Höhe                  | 4,90 m                                       |
| Flügelfläche          | 113,50 m²                                    |
| Flügelstreckung       | 7,2                                          |
| Leermasse             | 8.890 kg                                     |
| max. Startmasse       | 12.800 kg                                    |
| Höchstgeschwindigkeit | 396 km/h in 4.900 m Höhe                     |
| Dienstgipfelhöhe      | 8.000 m                                      |
| Reichweite            | 1.740 km                                     |
| Triebwerke            | drei Fiat A.74 RC.42                         |
| Leistung              | je 575 kW (770 PS)                           |